# Тарасовка (Кременчугский район)
Тарасовка (до 1996 года Малиновка) (укр. Тарасівка) — село,
бывший Семёновский поселковый совет, Кременчугский район, Полтавская область, Украина.
Код КОАТУУ — 5324555101.

## Географическое положение
Село находится на левом берегу реки Рудка, в том месте, где на ней сделан большой пруд Кривая Руда, выше по течению примыкает пгт Семёновка, на противоположном берегу — село Панивановка.

## История
- 1996 — село Малиновка переименовано в село Тарасовка[1].

## Население
Население по переписи 2001 года составляло 347 человек.

### Известные люди
- Наухатько, Александр Корнеевич (род. 1940) — Заслуженный тренер Украины, Заслуженный работник физической культуры и спорта Украины.
- Наухатько, Анна Михайловна (1925—2005) — Герой Социалистического Труда.